# Biskupi Luziânia
Biskupi Luziânia – biskupi diecezjalni, biskupi koadiutorzy i biskupi pomocniczy diecezji Luziânia.

## Biskupi

### Biskupi diecezjalni
| Lata urzędowania | Biskup                          | Uwagi                                 |
| ---------------- | ------------------------------- | ------------------------------------- |
| 1989–2004        | Augustyn Januszewicz OFMConv    |                                       |
| 2004–2017        | Afonso Fioreze CP               |                                       |
| 2017–2025        | Waldemar Passini Dalbello       | następnie koadiutor diecezji Anápolis |
| od 2025          | Francisco Agamenilton Damascena |                                       |

### Biskupi pomocniczy
| Lata urzędowania | Biskup | Biskup                     | Uwagi                                            |
| ---------------- | ------ | -------------------------- | ------------------------------------------------ |
| 2001–2002        |        | José Carlos dos Santos FDP |                                                  |
| 2003–2004        |        | Afonso Fioreze CP          | koadiutor, następnie biskup diecezjalny Luziânia |
| 2014–2017        |        | Waldemar Passini Dalbello  | koadiutor, następnie biskup diecezjalny Luziânia |